# Sent Ginièis
Sent Ginièis d'Òlt (en occità Saint-Geniez-d'Olt) és un municipi francès situat al departament de l'Avairon i a la regió d'Occitània. Limita amb Pomairòls i La Capèla Bonança a l'est, amb Sent Adornin de Lenna i Sent Martin de Lenna al sud, Pèiraficha d'Òlt i Senta Aulària a l'oest i amb Pradas d'Aubrac i Aurèla e Verlac al nord.

## Demografia
| 1962                                       | 1968  | 1975  | 1982  | 1990  | 1999  |
| ------------------------------------------ | ----- | ----- | ----- | ----- | ----- |
| 2.183                                      | 2.283 | 2.169 | 2.092 | 1.988 | 1.841 |
| Des de 1962: població sense dobles comptes |       |       |       |       |       |

## Administració
| Període   | Identitat          | Partit |
| --------- | ------------------ | ------ |
| 1970-1977 | Pierre Meilhac     |        |
| 1977-1995 | Jean-Marie Ladsous |        |
| 1995-2008 | Jean-Claude Luche  | UMP    |
| 2008-     | Marc Bories        |        |